# 科爾帕舍沃區

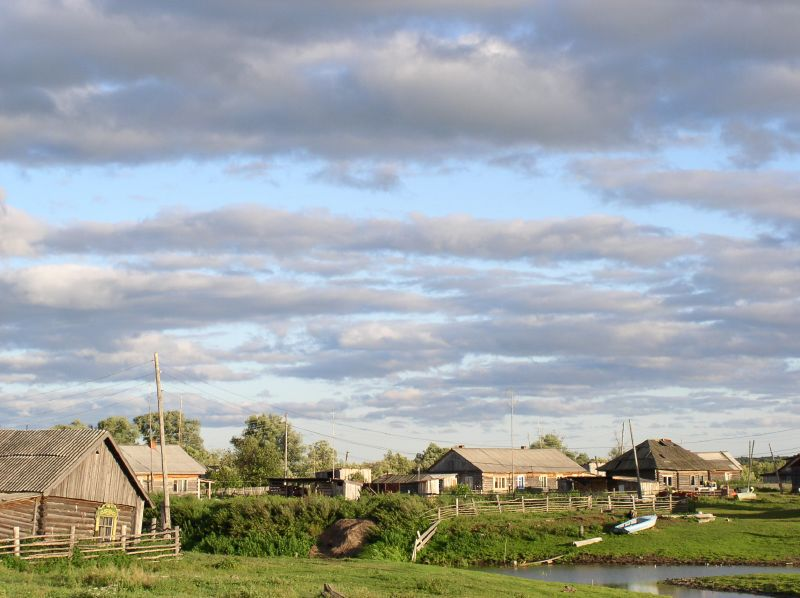

58°19′N 82°55′E / 58.317°N 82.917°E
科爾帕舍沃區（俄语：Колпашевский район），是俄羅斯的一個區，位於該國中南部，由托木斯克州負責管轄，面積17,112平方公里，2010年人口41,183，人口密度每平方公里2.41人。